# لاتی پیکفورد
لاتی پیکفورد (انگلیسی: Lottie Pickford؛ ۹ ژوئن ۱۸۹۳ – ۹ دسامبر ۱۹۳۶) یک هنرپیشه اهل کانادا بود.